# Stazione di Via Lunga
Stazione di Via Lunga vasútállomás Olaszországban, Crespellano településen.

## Vasútvonalak
Az állomást az alábbi vasútvonalak érintik:
- Casalecchio–Vignola-vasútvonal

## Kapcsolódó állomások
A vasútállomáshoz az alábbi állomások vannak a legközelebb:
- Chiesa Nuova railway station
- Stazione di Crespellano